# Circulación termohalina

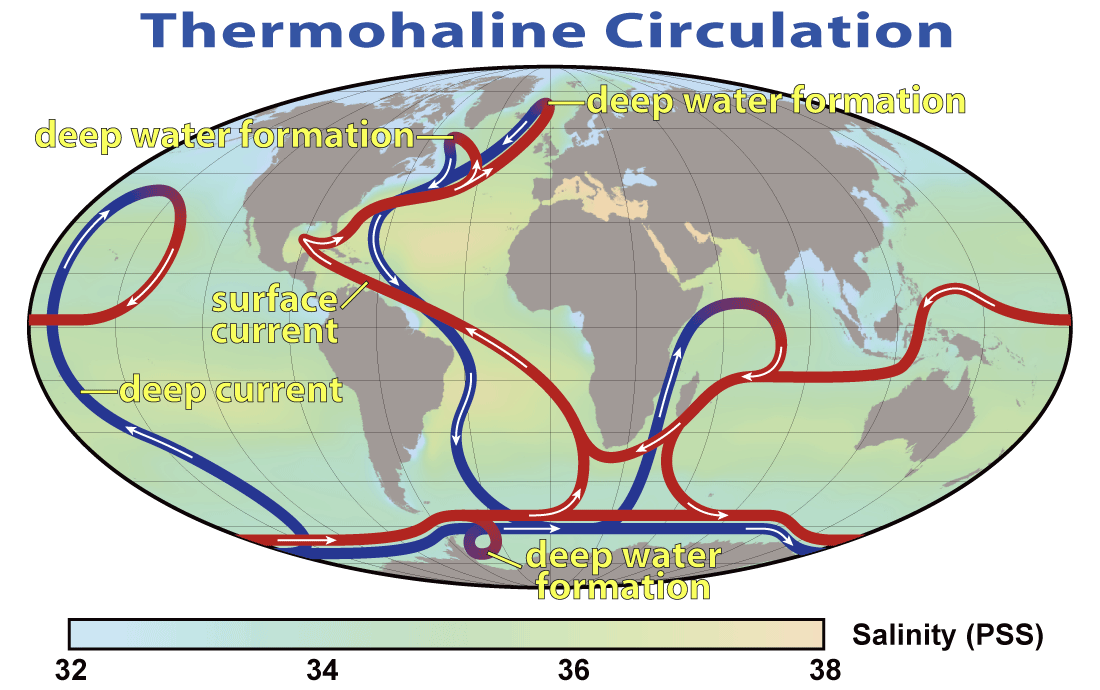
Esquema de las corrientes de circulación termohalina/ Gran transportador Oceánico. Los surcos azules representan corrientes profundas, mientras que los surcos rojos representan corrientes superficiales.

En oceanografía física se denomina circulación termohalina (CTH) o, metafóricamente, cinta transportadora oceánica (también, cinta transportadora oceánica global o el gran transportador oceánico o cinta transportadora global) a una parte de la circulación oceánica a gran escala que es determinada por los gradientes de densidad globales producto del calor en la superficie y los flujos de agua dulce. Es muy importante por su significativa participación en el flujo neto de calor desde las regiones tropicales hacia las polares, y su influencia sobre el clima terrestre.
En ocasiones, estos términos se usan para referirse a la circulación de vuelco zonal y meridional (que suele abreviarse como MOC). Este último término es más preciso y más definido, pues es difícil separar la parte de la circulación que es impulsada por la temperatura y la salinidad y no por otros factores como el viento y la fuerza de las mareas. Los gradientes de temperatura y salinidad también pueden generar una circulación que no se sume a la MOC.
El adjetivo termohalino deriva de las palabras griegas θερμος [thermos] "caliente", que hace referencia a la temperatura, y άλος  [halos] "de la sal", que hace referencia al contenido de sal, factores que juntos determinan la densidad del agua de mar. Las corrientes superficiales de las aguas marinas (tales como la corriente del Golfo) se dirigen desde el océano Atlántico ecuatorial, hacia las latitudes templadas y, eventualmente, a las latitudes árticas, enfriándose en su recorrido y hundiéndose a latitudes cercanas al polo (formando la Masa de agua profunda del Atlántico Norte). Esta agua densa luego fluye hacia las cuencas oceánicas. Mientras que gran parte de la misma surge en el Océano del Sur, las aguas más antiguas (con un tiempo de tránsito de unos 1600 años) surgen en el Océano Pacífico Norte. Por lo que se produce un considerable grado de mezclado entre las cuencas oceánicas, reduciendo las diferencias entre ellas y convirtiendo a los océanos de la Tierra en un sistema global. En su recorrido, las masas de agua transportan tanto energía (en forma de calor) como materia (sólidos, sustancias disueltas y gases) alrededor del globo. Por lo tanto, el estado de la circulación ejerce un gran impacto en el clima sobre la Tierra.
En conjunto la circulación global puede describirse como un flujo relativamente superficial de agua que se calienta en el Pacífico y el Índico hasta el Atlántico, en cuyas latitudes tropicales sigue recibiendo calor, para finalmente hundirse en el Atlántico Norte, retornando en niveles más profundos.
La circulación se debe a un proceso de convección, es decir que se produce por diferencias de densidad, con las masas más densas tendiendo a hundirse y las menos densas a ascender. En el caso de las masas oceánicas las diferencias de densidad dependen de dos factores: la temperatura y la salinidad. La densidad decrece cuando aumenta la temperatura y crece con la salinidad.
Las masas que se hunden en el Atlántico y en la banda oceánica meridional lo hacen por el efecto de vientos que, al provocar la evaporación del agua, reducen su temperatura a la vez que provocan la concentración de las sales. La formación de hielo cuando crece la banquisa separa agua pura, dejando una salmuera que o rellena las grietas o se mezcla con el agua oceánica, amplificando el efecto. Las masas enfriadas, más densas, se trasladan por gravedad por los fondos polares.
En el Atlántico Norte la densificación debida a la evaporación da origen a una masa de agua fría y densa que circula a lo largo del Atlántico en un camino de retorno al Pacífico, teniendo vedada por la actual distribución de los continentes la vía directa por el noroeste.
Un incremento en el flujo de agua dulce en la superficie del Atlántico Norte, puede llevar a un significativo debilitamiento o un completo colapso en la circulación termohalina. Este sería el resultado neto de varios retroalimentadores. 
Las corrientes marinas actúan como reguladores térmicos.
Se dice que las corrientes marinas en el mundo funcionan como un cinturón termohalino, pues la circulación profunda en el mar es regulada por diferencias de densidad que son regidas principalmente por la salinidad y la temperatura. La circulación marina en general es un complejo sistema en el cual interactúan la atmósfera y el océano, donde el océano capta la luz infrarroja y debido al alto calor específico del agua es capaz de retener el calor absorbido. La atmósfera está presente en este intercambio de calor y, con sus vientos, genera corrientes superficiales. 
La circulación profunda funciona de otra manera ya que, como se ha mencionado anteriormente, la densidad del agua juega el papel principal. Por ejemplo, en la Corriente del Golfo las aguas calientes y con más alta salinidad son llevadas a altas latitudes, confiriendo de esta manera el clima templado que allí se observa, pues de otra manera el clima sería mucho más frío (esta corriente es de las más fuertes y llega a desplazarse a 2 m/s). En los años ochenta, el oceanografo Wallace Broecker sugirió por primera vez el término del cinturón termohalino, en el cual explica como la circulación en todo el océano funciona por diferencia de densidades, y como esto afecta al clima.

## Planteamiento general

La cinta transportadora global en un mapa oceánico continuo [ (animación)

El movimiento de las corrientes superficiales empujadas por el viento es bastante intuitivo. Por ejemplo, el viento produce fácilmente ondas en la superficie de un estanque. Por ello, los primeros oceanógrafos suponían que el océano profundo—sin viento—era perfectamente estático. Sin embargo, la instrumentación moderna muestra que las velocidades de las corrientes en las masas de agua profundas pueden ser significativas (aunque mucho menos que las velocidades de la superficie). En general, las velocidades del agua oceánica oscilan entre fracciones de centímetros por segundo (en la profundidad de los océanos) y a veces más de 1 m/s en corrientes superficiales como la corriente del Golfo y la Kuroshio.
En el océano profundo, la fuerza motriz predominante son las diferencias de densidad, causadas por las variaciones de salinidad y temperatura (el aumento de la salinidad y la disminución de la temperatura de un fluido aumentan su densidad). A menudo hay confusión sobre los componentes de la circulación que son impulsados por el viento y la densidad. Hay que tener en cuenta que las corrientes oceánicas debidas a las mareas también son importantes en muchos lugares; aunque son más importantes en las zonas costeras relativamente poco profundas, las corrientes de marea también pueden ser importantes en las profundidades del océano. Allí se piensa actualmente que facilitan los procesos de mezcla, especialmente la mezcla diapical.
La densidad del agua del océano no es globalmente homogénea, sino que varía de forma significativa y discreta. Existen límites bien definidos entre las masas de agua que se forman en la superficie y que posteriormente mantienen su propia identidad dentro del océano. Sin embargo, estas fronteras tan marcadas no deben imaginarse espacialmente, sino en un Diagrama T-S en el que se distinguen las masas de agua. Éstas se sitúan por encima o por debajo de las demás en función de su densidad, que depende tanto de la temperatura como de la salinidad.
El agua de mar caliente se expande y, por tanto, es menos densa que la más fría. El agua más salada es más densa que el agua más fresca porque las sales disueltas llenan los sitios intersticiales entre las moléculas de agua, lo que resulta en más masa por unidad de volumen. Las masas de agua más ligeras flotan sobre las más densas (al igual que un trozo de madera o de hielo flota sobre el agua, véase flotabilidad). Esto se conoce como "estratificación estable", en contraposición a la estratificación inestable (véase la frecuencia de Brunt-Väisälä), en la que las aguas más densas se sitúan sobre las menos densas (véase convección o convección profunda necesaria para la formación de masas de agua). Cuando las masas de agua densas se forman por primera vez, no están estratificadas de forma estable, por lo que buscan ubicarse en la posición vertical correcta según su densidad. Este movimiento se llama convección y ordena la estratificación por gravitación. Impulsada por los gradientes de densidad, constituye la principal fuerza motriz de las corrientes oceánicas profundas, como la corriente limítrofe occidental profunda (DWBC).
La circulación termohalina está impulsada principalmente por la formación de masas de agua profundas en el Atlántico Norte y el Océano Austral causadas por las diferencias de temperatura y salinidad del agua.
Este modelo fue descrito por Henry Stommel y Arnold B. Arons en 1960 y se conoce como el modelo de caja de Stommel-Arons para la MOC.

## La formación de masas de agua profundas
Las masas más densas que se sumergen en las profundidades del océano se forman en algunas zonas muy definidas del Norte del Océano Atlántico y el Océano Antártico.
La evaporación producida por los vientos polares tiene dos efectos, disminuye la temperatura del agua (efecto conocido como el enfriamiento por evaporación) y también aumenta su salinidad. 

El fenómeno de la intensa evaporación enfría las aguas en el mar, al oeste de Noruega, este fenómeno causa el hundimiento de la masa de agua que fluye hacia el sur a lo largo de las grietas submarinas que conectan a Groenlandia, Islandia y Gran Bretaña hasta que llega al fondo del océano del Atlántico. 
Por otro lado, el flujo desde el Ártico hacia el Pacífico está bloqueado por las aguas poco profundas del Estrecho de Bering.
También la formación de banquisa contribuye al aumento de la salinidad, al formarse la banquisa se forma una masa de hielo con "burbujas" de agua aún líquidas por la alta salinidad en el interior. Estas "burbujas" tienden a derretir el hielo que las rodea y a escapar de la masa de hielo y hundirse, debido a su mayor densidad. Este proceso se llama Exclusión en salmuera". (literalmente exclusión del agua salada). En cambio, en el Mar de Weddell el proceso de enfriamiento operado por los vientos es intensificado por el fenómeno de la exclusión de salmuera.
El resultado es que el agua profunda en el Antártico (Antarctic Bottom Water AABW) se hunde y escurre hacia el norte en las profundidades del Océano Atlántico, donde, a causa de su elevada densidad se baja por debajo del agua profunda del Atlántico norte  (Atlántico Norte Deep Water  NADW).
Una vez más, el flujo en el Pacífico está limitado esta vez en el Pasaje de Drake, entre Cabo de Hornos en América del Sur y la Península Antártica
Tenga en cuenta que, a diferencia del agua dulce, el agua salada no tiene una densidad máxima a 4 °C, sino que, aumenta su densidad en la medida en que la temperatura disminuye hasta su punto de congelación a aproximadamente -1.8 °C (considerando el valor de la salinidad media del océano 35 psu).

## Movimiento de masas de aguas profundas
La formación y el movimiento de las masas de aguas profundas en el Océano Atlántico Norte crean masas de agua que se hunden y que llenan la cuenca y fluyen muy lentamente hacia las profundas llanuras abisales del Atlántico. Este enfriamiento en latitudes altas y el calentamiento en latitudes bajas impulsan el movimiento de las aguas profundas en un flujo polar hacia el sur. El agua profunda fluye a través de la cuenca del Océano Antártico alrededor de Sudáfrica, donde se divide en dos rutas: una hacia el Océano Índico y otra que pasa por Australia hacia el Pacífico.
En el Océano Índico, parte del agua fría y salada del Atlántico, atraída por el flujo de agua más cálida y menos salada de la parte superior del océano desde el Pacífico tropical, provoca un intercambio vertical de agua densa que se hunde con agua más ligera de arriba. Se conoce como vuelco. En el Océano Pacífico, el resto del agua fría y salada del Atlántico sufre un forzamiento halino, y se vuelve más cálida y menos salada más rápidamente.
El flujo submarino de agua fría y salada hace que el nivel del mar del Atlántico sea ligeramente más bajo que el del Pacífico y la salinidad o halinidad del agua en el Atlántico más alta que la del Pacífico. Esto genera un flujo grande pero lento de agua oceánica superior más cálida y menos salada desde el Pacífico tropical hasta el Océano Índico a través del archipiélago de Indonesia para reemplazar el agua fría y salada del fondo antártico. Esto también se conoce como "forzamiento halino" (ganancia neta de agua dulce en latitudes altas y evaporación en latitudes bajas). Esta agua más cálida y menos salada del Pacífico fluye a través del Atlántico Sur hasta Groenlandia, donde se enfría y sufre un enfriamiento por evaporación .y se hunde en el fondo del océano, proporcionando una circulación termohalina continua.
Por lo tanto, un nombre reciente y popular para la circulación termohalina, que enfatiza la naturaleza vertical y el carácter de polo a polo de este tipo de circulación oceánica, es la circulación de vuelco meridional.

## Corriente del Golfo

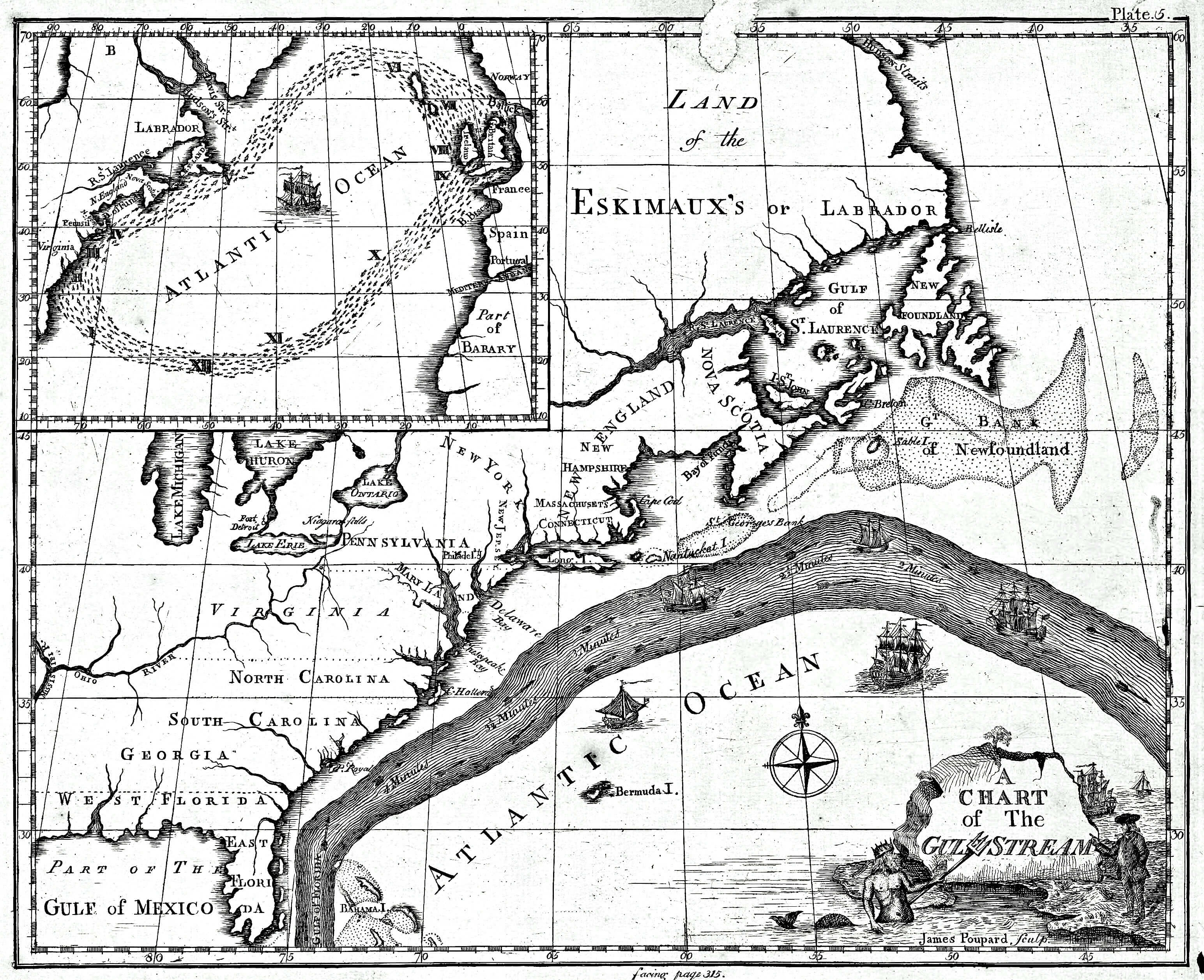
Benjamin Franklin mapa de la corriente del Golfo

La corriente del Golfo, junto con su extensión norte hacia Europa, la Deriva del Atlántico Norte, es una poderosa, cálida y rápida corriente oceánica atlántica que se origina en la punta de Florida, y sigue las costas orientales de Estados Unidos y Newfoundland antes de cruzar el océano Atlántico. El proceso de intensificación del oeste hace que la Corriente del Golfo sea una corriente que se acelera hacia el norte frente a la costa oriental de América del Norte. Aproximadamente a la altura de 40°0′N 30°0′O / 40.000, -30.000, se divide en dos, con la corriente del norte cruzando hacia el norte de Europa y la del sur recirculando frente a África Occidental. La corriente del Golfo influye en el clima de la costa este de Norteamérica, desde Florida hasta Terranova, y en la costa oeste de Europa. Aunque se ha debatido recientemente, hay consenso en que el clima de Europa Occidental y Europa del Norte es más cálido de lo que sería en otras circunstancias debido a la deriva del Atlántico Norte, una de las ramas de la cola de la corriente del Golfo. Forma parte del Giro del Atlántico Norte. Su presencia ha propiciado el desarrollo de fuertes ciclones de todo tipo, tanto en la atmósfera como en el océano. La corriente del Golfo es también una importante fuente potencial de generación de energía renovable.